# 卫星海滩 (佛罗里达州)
卫星海滩（英語：Satellite Beach），是美国佛罗里达州布里瓦德縣下属的一座城市。建立于1957年。面积约为8.8平方公里（约合3.4平方英里）。根据2010年美国人口普查，该市有人口10,109人。论人口在本州排行第162。